# Ion Marcel Vela
Ion Marcel Vela, né le 2 juin 1963, est un homme politique roumain, sénateur depuis le 21 décembre 2016.
Il est ministre de l'Intérieur de 2019 à 2020 dans les gouvernements Orban.

## Biographie
Né le 2 juin 1963, il est sénateur depuis le 21 décembre 2016 pour județ de Caraș-Severin.